# Дотолкова съм сигурен
„Дотолкова съм сигурен“ (на английски: I Know This Much Is True) е американски минисериал, драма със сценарист и режисьор Дерек Сиънфарнс, базиран на едноименната книга на Уоли Ламб от 1998 г.
Марк Ръфало играе ролите на еднояйчните близнаци Доминик и Томас Бърдзи. Премиерата е на 10 май 2020 г., а оценките от критиците са положителни.

## Заснемане
Снимките започват през април 2019 г. в Хъдсън Вали в Ню Йорк.